# 中俄密约
《中俄密约》，又称《御敌互相援助条约》或《防御同盟条约》，是俄罗斯帝国與清帝國政府於1896年（光绪二十二年）签订的条约，中俄文共19頁。
1895年中日《馬關條約》簽訂後，因俄德法三國干涉還遼，清帝國贖回遼東半島，联俄抵禦日本勢力成為清朝外交政策之一。1896年5月初，慈禧太后委任钦差头等出使大臣李鸿章赴圣彼得堡，庆贺沙皇尼古拉二世加冕。沙俄以中俄共同防日为名，利诱贿赂李鸿章与其财政大臣謝爾蓋·維特、外交大臣羅拔諾甫秘密谈判，并于6月3日签订此约。

## 内容
條約共6款，主要内容是：

东清铁路

1. 如果日本侵占俄国远东或中國、朝鲜领土，中俄两国应以全部海、陆军互相援助；
2. 缔约国一方未征得另一方同意，不得与敌方签订和约；
3. 战争期间，中國所有口岸均对俄国军舰开放；
4. 为使俄国便于运输军队，中国允许俄国通过黑龙江、吉林修筑一条铁路[1]至海参崴。铁路的修筑和经营，交华俄道胜银行承办；
5. 无论战时或平时，俄国皆可在此路运送军队和军需物资；
6. 本约自铁路契約批准之日起，有效期15年，期满前双方可商议是否续约。

雖然是抗日政策，然則从此中国东北地区也逐渐淪为沙俄的势力范围，由於《馬關條約》後，朝鮮半島已成為日本勢力範圍，日俄雙方勢力在滿州地方產生衝突，1904年在中國東北爆發日俄戰爭。

## 后续
密约签订后六天，罗拔诺甫与日方签订《罗拔诺甫-山县协议》，协定了俄日两国在朝鲜半岛的势力范围。
條約現典藏於臺北市國立故宮博物院。